# سیارک ۱۲۹۳۴
سیارک ۱۲۹۳۴ (به انگلیسی: 12934 Bisque، نامگذاری:1999TH16) دوازده هزار و نهصد و سی و چهارمین سیارک کشف شده‌است که در ۱۱ اکتبر ۱۹۹۹ کشف شد.
قدر مطلق سیارک برابر ۱۵٫۱۰ است.